# La Vagabonde
La Vagabonde est un roman écrit par Colette, paru en France en 1910.

## Historique
Colette utilisa largement son expérience personnelle dans ce roman, aussi bien dans la description à peine déguisée de son union malheureuse avec l'écrivain Henri Gauthier-Villars (dit Willy), que dans les nombreuses références à l'univers du music-hall, où elle travailla plusieurs années après son divorce. Colette reprit plus tard le personnage de Renée Néré dans L'Entrave. Les illustrations ont été réalisées par Charles Emmanuel Jodelet.
Le roman était en lice pour le prix Goncourt, qui est finalement décerné à De Goupil à Margot de Louis Pergaud.

## Résumé
Depuis son désastreux divorce, Renée Néré est devenue « une femme de lettres qui a mal tourné ». Autrefois épouse d'un peintre reconnu, elle fait désormais du théâtre et du caf' conc' pour vivre, et a rompu les ponts avec son ancienne vie. Dégoûtée de l'amour, sereine, elle vit seule, avec la compagnie de sa chienne Fossette, et n'écrit plus puisqu'elle n'en a plus le temps, l'argent et le plaisir lié à la pratique, jusqu'au jour où un admirateur plus tenace que les autres touche son cœur : Maxime Dufferein-Chautel est jeune, beau, riche, sûr de lui… quelle tentation pour Renée ! Alors que Renée est sur le point de succomber au « plaisir voluptueux » pour Maxime — bien que leur relation profonde ne devienne jamais intime — elle décide de partir pour une tournée de six semaines, faisant croire à Maxime qu'à leur retour ils pourront enfin s'épanouir dans leur rêve d'amour. Finalement, devant trancher entre Maxime et sa carrière d'actrice, elle se rend compte qu'elle n'est pas encore prête à abandonner pour cet homme la vie « de vagabonde », son indépendance, et rompt cette liaison tout juste esquissée.

## Analyse

### Thème du miroir
Le divorce de Renée Néré brise les règles non-écrites entre un homme et une femme. Dans l'institution du mariage, la femme est « inférieure » au sexe masculin, quant à son statut social, son esprit et même son corps. La femme n'est alors considérée que comme une « femme-objet » obéissant aux ordres de son maître, l'homme. Le divorce de la protagoniste renverse ce système patriarcal, mais a pour conséquence de fragmenter l'identité de la protagoniste. La méconnaissance, la contemplation et la critique de soi sont les enjeux auxquels fait face Renée Néré lors de son cheminement identitaire. La figure du miroir intervient pour rétablir « l'équilibre du personnage féminin ». Le reflet du personnage lui permet de confronter les deux aspects de sa personnalité, soit « la femme de lettres qui a mal tourné » puisqu'elle n'a plus ses repères et son mari pour s'orienter, soit la femme en recherche d'autonomie sur le plan financier, social et amoureux. Ces deux fragments identitaires ne s'assemblent pas aisément avec « ce miroir infranchissable, où [la narratrice] se bute, front contre front ». Le miroir est, par conséquent, le moyen de communication que la protagoniste possède pour entrer en contact avec sa féminité libre de toutes entraves. Cependant, cette relation évoque, davantage dans la première partie du récit, « la critique du moi ». Le reflet qu'elle renvoie, faible dans l'affirmation de soi comme sujet à part entière, la fait tressaillir : « une soirée… Le cachet en ville. Ces trois mots-là ont le don de me démoraliser. […] [Je] me l'avoue en regardant dans la glace ma figure d'enterrement, avec un petit frisson de lâcheté qui me grippe la peau du dos… ». Ce dégoût la motive dans l'acquisition d'une nouvelle identité. Dans la deuxième partie du livre, le sujet est plutôt dans la méconnaissance de soi. Cela est perceptible par son usage du maquillage qui est perçu comme une mascarade qui, dans ce cas-ci, permet de camoufler la partie soumise de son être. Renée Néré développe donc un désir irrépressible envers le maquillage, acquis non seulement par son métier de mime, mais aussi par ce besoin de camoufler cette part d'elle qui la dégoûte. Toutefois, cette gourmandise envers le fardage s'estompe quelque peu puisque la protagoniste fait référence à son visage sans élément de coquetterie : « Que diriez-vous si je comparaissais devant vous, coiffée de mes lourds cheveux plats, avec mes cils blonds lavés de leur mascaro ». En effet, le personnage féminin de Colette apprend à s'approprier son corps pour qu'il soit le support de sa féminité. Cela est notable dans ses performances au music-hall, milieu qui, dans la conception mondaine, comporte un caractère de prostitution. Grâce à ce milieu, la narratrice trouve une autonomie où l'amour ne porte pas atteinte à l'intégrité de son être puisque le désir de plaire aux hommes devient secondaire devant les siens. « [Son] corps ne cherche [plus] à susciter l'admiration masculine », mais plutôt à affirmer son autonomie. Le miroir est donc utilisé comme formule identitaire se basant sur le reflet perçu par la protagoniste, reflet qui témoigne de son évolution mentale vers le statut de femme autonome, mais aussi du changement de conception vis-à-vis de son corps.
A noter également que le nom "Renée Néré" prend lui-même la forme d'un miroir.

### Liberté et solitude: une dualité
Tout au long de l’intrigue, le personnage de Renée Néré change d’idée sur le type de vie qu’elle veut mener : elle peut être libre de faire ce qu’elle veut et souffrir dans sa solitude ou bien elle peut être mariée à un homme et lui appartenir totalement. Autrement dit, elle ne peut pas avoir sa liberté sans être seule, sans amour romantique ou sexuel. Sa décision change au fur et à mesure que le lecteur avance dans sa lecture. D’abord, elle est seule et elle déteste cela, mais elle ne croit pas que ça peut changer puisqu’elle a choisi un mode de vie bohème. Elle est une artiste pantomime, et « toute nouvelle rencontre sur sa route de vagabonde est vouée à l’échec, à la déception  ». C’est ainsi qu’elle pense depuis son divorce. Son ex-mari, Adolphe Taillandy, était un homme affreux qui la trompait sans cesse et qui la blessait sans arrêt : « Mon Dieu ! que j’étais jeune, et que je l’aimais cet homme-là ! et comme j’ai souffert ! » . Elle a peur que ce qui s’est produit avec son mari se reproduise avec son prochain amant, alors elle ne veut pas de relation amoureuse du tout. Elle n’est pas intéressée, ce qui explique pourquoi au début de sa relation avec Max, elle est dégoûtée par lui et son corps. Cependant, cela ne restera pas ainsi. Malgré le dégoût premier, elle commence à céder au plaisir « ignoré depuis si longtemps, de me confier, sans paroles, à un ami, de m’appuyer un instant à lui, de me réconforter contre un être immobile et chaud, affectueux, silencieux… […] un être qui m’aime ! ». Elle semble apprécier non pas la personne qu’est Max, mais la sensation qu’il lui procure : celle d’être admiré et aimé, d’être vu pour qui elle est et non pas qui Max voudrait qu’elle soit. Cela va aussi changer. Il va continuellement lui parler de mariage, de « quand je t’aurai tout à fait à moi  »… Elle semble l’ignorer par peur de le perdre et de se retrouver seule à nouveau. Éventuellement, elle va se rendre compte que dans ce genre de relation amoureuse, « il devient impossible pour Renée de conserver son indépendance mentale  ». Elle le réalise lorsqu’elle est en tournée avec Brague, lorsqu’elle écrit pour la première fois depuis longtemps. Lors de sa correspondance avec Max, elle reprend sa place comme sujet et comprend ainsi qu’elle devrait laisser tomber sa liberté et sa vie d’artiste pour le marier. Loin de lui, elle souffre. Mais « le personnage de Colette renaît de sa douleur qui devient force positive » : c’est dans ses moments difficiles loin de lui qu’elle réalise ce qui est le plus important pour elle. La perte de l’autre devient synonyme de richesse créatrice puisqu’elle écrit de nouveau et rêve d'aller de plus en plus loin lors de sa séparation amoureuse. Cela la réconcilie avec elle-même, avec sa vie artistique et libre qu’elle s’est faite à la suite de son divorce. Le roman se termine donc dans la même situation qu’il a commencée, avec Renée qui est seule, mais qui fait ce qu’elle aime. La seule différence est qu’à la fin, elle est plus en paix avec sa situation.

### Thème de la vieillesse
Dans La Vagabonde de Colette, le thème de la vieillesse est grandement exploité et fait partie de l’intrigue du récit de plusieurs manières différentes.
Renée Néré a peur de la vieillesse, parce qu’elle craint le regard des autres sur elle. Au début du récit, la narratrice se cache souvent en-dessous de son maquillage de scène, car elle ne veut pas que les gens la voient comme elle est vraiment. Cette angoisse prend le dessus lorsque Maxime commence à s’intéresser à elle, ce qui la pousse à le rejeter. C’est donc la vieillesse qui va mener la narratrice à mettre fin à sa relation avec ce riche héritier : « Comme elle soupçonne l’homme de ne l’aimer que pour son apparence physique, elle le juge incapable de surmonter le spectacle prochain et sans grâce de l’atteinte de l’âge ! ». L’idée de sa décadence prochaine est donc l’une des raisons pour lesquelles elle décide de rompre avec Maxime : « Son aveuglement me refuse le droit de changer, de vieillir, alors que tout instant, ajouté à l’instant écoulé, me dérobe déjà à lui… ». Sous le regard de son amant, elle n’a pas le droit de changer, mais elle sait que la vieillesse va bientôt paraître sur son corps. C’est ce qui va causer leur éloignement, puisqu’elle « se sent usée, incapable de reprendre l’habitude de l’amour ». Renée fait ce constat vers la fin du livre, alors qu’elle décide de partir en tournée. Elle déclare à Hamond, son ami : « Je ne suis plus assez jeune, ni assez enthousiaste, ni assez généreuse pour recommencer le mariage ». Cette vieillesse qui la pousse à la séparation « frappe la joie de vivre d’immobilité ». Elle n’est plus capable de profiter de la vie, alors elle se réfugie dans le music-hall où elle n’est pas vraiment heureuse, mais où elle se sent le plus en sécurité.
Cette peur de vieillir exige du texte de nombreuses descriptions physiques, puisque le corps est l’élément central qui pousse Renée à faire certaines actions. Dès les premières pages du roman, la narratrice se regarde dans le miroir et repère tous les défauts de sa peau, ce qui montre son obsession sur sa vieillesse : « j’inspecte, sous la grande lumière impitoyable, tout ce qui faiblit en moi, déjà : soie fragile des paupières, coin de la bouche que le sourire commence à marquer d’un pli triste […] ». La narratrice donne une vision négative de son propre corps. Elle a conscience de sa vieillesse malgré ses 33 ans. Toutefois, dans le contexte de l’époque, c’est effectivement un âge où la femme devait déjà avoir un mari ou abandonner l’idée d’en avoir un et accepter d’être considérée comme une vieille fille. La critique va également dans le même sens en affirmant que Renée est « au-delà de la prime jeunesse à trente-trois ans ».
Tout au long du roman de Colette, cette vieillesse est opposée à la jeunesse de l’amant malgré le fait qu’ils ont le même âge. Dans une lettre que Renée écrit à Maxime, elle déclare : « Nous avons le même âge ; je ne suis plus une jeune femme ». Dans la même lettre, elle lui dit qu’il est encore très jeune. La narratrice compare leur degré de vieillesse en retirant l’âge, qui est le facteur le plus important pour les lecteurs contemporains. Toutefois, en 1910, un homme était jeune dans la trentaine, alors qu’une femme était déjà trop vieille pour la vie de couple.
En bref, la vieillesse dans La Vagabonde de Colette est problématique puisqu’elle est l’un des éléments qui divise Renée Néré de son amant Maxime.

## Structure du récit

### Un récit en trois parties
La structure romanesque de Colette se résume souvent de la façon suivante : une relation amoureuse « stable » entre une femme et un homme, une confrontation et une rupture. Ce qui diffère de ses autres romans, c’est que le personnage principal de La Vagabonde, Renée Néré, est bien dans sa solitude. Elle est en quelque sorte forcée dans une relation qu’elle ne désirait pas. C’est son ami Hamond qui a convaincu et poussé Renée dans celle-ci. Elle adhère à cette liaison sans grande gaieté. L’attitude de Renée envers Maxime Dufferein-Chautel change au moment où on lui propose de partir en tournée. Elle s’ouvre enfin à son amoureux, sachant qu’elle partira. Et c’est lorsqu’elle est loin de lui, qu’elle se remet en question et repousse cette relation qui ne peut la rendre heureuse, car elle restera à jamais marquée par le mariage qu’elle a eu avec Adolphe Taillandy. Jamais elle ne veut revivre cette peine et cette peur.
Dans Analyse structurelle du récit chez Colette, Gabriella Tegyey décortique les trois parties de ce roman, qui sont à peu près autonome les unes des autres : « chacune représentant une étape bien circonscrite de l’action et révélant un type de rapport spécifique entre les protagonistes ». Dans la première partie, la protagoniste, Renée Néré, tente d’oublier son ancienne relation amoureuse avec son ex-mari, qui lui a été souffrante. Pour subvenir à ses besoins, Renée a délaissé l’écriture pour faire carrière dans le Music-Hall. Un soir après sa prestation, elle fait la rencontre de Maxime Dufferein-Chautel. N’ayant que faire des hommes qui viennent lui rendre visite dans sa loge, elle ne porte guère attention à celui-ci. En deuxième partie, on met « en relief les relations de Renée et Max, caractérisées au début par une sorte de détachement mêlé d’un grain de curiosité ». Elle tolère cette situation, tout en gardant une distance. Elle n’arrive pas à se décider : est-il son amoureux ou n’est-il qu’un ami ? « Or, Renée est loin d’être amoureuse. Elle se laisse bercer tout au plus dans l’illusion de l’amour, dans l’espoir d’être de cette façon “abritée, défendue” ». Cela dit, elle semble accepter l’amour de Max seulement quand elle est certaine qu’elle partira en tournée. D’ailleurs, à plusieurs reprises, elle le compare à un chien qui suit ses moindres faits et gestes, un peu à la manière de sa propre chienne, Fossette. On connaît plutôt bien le passé tourmenté de Renée Néré, mais que très peu sur le personnage de Maxime. Il reste en second plan. Tous les faits et gestes de ce personnage tournent autour de Renée. Le personnage de Maxime a une fascination pour Renée, son amour fait centrer toutes ses actions autour d’elle. Toutefois, il ne cherche pas à connaître Renée pour autant. « Maxime s’abîme dans la contemplation de la beauté de Renée sans chercher à savoir ses projets, ses désirs, ses qualités, ses défauts, etc. ». Leur relation n’est en aucun cas approfondie sur les désirs de l’un comme de l’autre, mais plus dans la complaisance d’être avec l’autre. C’est lors de la troisième partie que Renée se remet à l’écriture. Au début, parce qu’elle avait promis à Maxime de lui écrire des lettres, mais aussi parce qu’elle s’ennuie. Par la suite, elle utilise cette technique pour se retirer de cette relation. Renée est hantée par les souvenirs de son mariage désastreux. Pour elle, se remarier serait de refaire la même erreur que la première. Maintenant qu’elle a goûté à sa liberté, elle ne veut pas redevenir cette femme soumise : « Ce jeu de l'amour est gouverné par la loi patriarcale. Si elle devient sa femme, elle devra renoncer à sa vie de music-hall, à ses camarades et à son indépendance et, surtout, à la possibilité de découvrir qu’il existe un autre destin qu’elle ne peut pas prévoir ».

## Adaptations

### Cinéma
- La Vagabonde, court métrage d'Albert Capellani, sorti en 1911 ;
- La Vagabonde, coréalisé par Musidora et Eugenio Perego, sorti en 1918
- La Vagabonde, film de Solange Bussi, sorti en 1932.

### Théâtre
- La Vagabonde de Colette et Léopold Marchand, Théâtre de la Renaissance publié en 1923.

## Bibliophilie
- La Vagabonde, édition enrichie de 18 lithographies de Gaston Prost d'après Mich, 150 exemplaires numérotés, Société du livre d'art, 1924.